# Castrada granea
Castrada granea is een platworm (Platyhelminthes). De worm is tweeslachtig. De soort leeft in of nabij zoet water.
Het geslacht Castrada, waarin de platworm wordt geplaatst, wordt tot de familie Typhloplanidae gerekend. De wetenschappelijke naam van de soort werd voor het eerst geldig gepubliceerd in 1885 door Braun.
In 1921 publiceerde Nasonov de naam Castrada andreja. Die naam werd in 1959 door Floriano Papi opgenomen in de synoniemie toen hij Castradella lutheri publiceerde. Bij verplaatsing van het taxon naar Castrada is de naam lutheri niet beschikbaar. Castrada andreja wordt bovendien beschouwd als een synoniem voor Castrada granea.

## Synoniemen
- Castrada andreja Nasonov, 1921
- Castradella lutheri Papi, 1959